# Łysiwka (obwód doniecki)
Łysiwka (ukr. Лисівка) – wieś na Ukrainie, w obwodzie donieckim, w rejonie pokrowskim, w hromadzie Pokrowsk. W 2001 liczyła 799 mieszkańców.